# Eckernförde
Eckernförde (in danese: Egernførde o Egernfjord, in basso tedesco: Eckernför o Eckernföör) è una città dello Schleswig-Holstein, in Germania, situata nel circondario di Rendsburg-Eckernförde sul Mar Baltico, presso Kiel. La popolazione ammonta a circa 22 000 persone.
Eckernförde è una popolare meta turistica della Germania del Nord.

## Storia
Al 1197 risalgono le prime fonti scritte su Eckernförde, con il nome di Ekerenvorde.
Eckernförde assunse il titolo di città per la prima volta nel 1302, anche se già nel 1288 i suoi abitanti erano chiamati oppidani (abitanti di città).
La grande marea del 13 novembre 1872 colpì la costa del Mar Baltico dalla Danimarca alla Pomerania e inondò Eckernförde per giorni interi.
Si crede che il Conte Saint-Germain sia seppellito a Eckernförde presso la Chiesa di San Nicola. La sua tomba fu però distrutta dalla marea nel 1872.
Nel 1934 fu unita a Eckernförde la cittadina marina di Borby.

## Economia
All'inizio del XX secolo, Eckernförde era nota per il suo porto, la pesca, il commercio di prodotti agricoli e la produzione di sale e ferro.
Tutti i sottomarini della Marina tedesca fanno parte del 1° Ubootgeschwader ("1ª squadra navale dei sottomarini") e sono di stanza a Eckernförde. È la sede della BEHN, un'azienda familiare di bevande alcoliche, fondata nel 1792. Vi si trova anche la sede della SIG Sauer.

## Amministrazione

### Gemellaggi
- Macclesfield, Inghilterra, Regno Unito (dal 1953)
- Hässleholm, Svezia (dal 1958)
- Tanga, Tanzania (dal 1963)
- Nakskov, Storstrøm, Lolland, Danimarca (dal 1969)
- Brzeg, Voivodato di Opole, Polonia (dal 1989)
- Bützow, Meclemburgo-Pomerania Occidentale, Germania (dal 1990)

## Galleria d'immagini

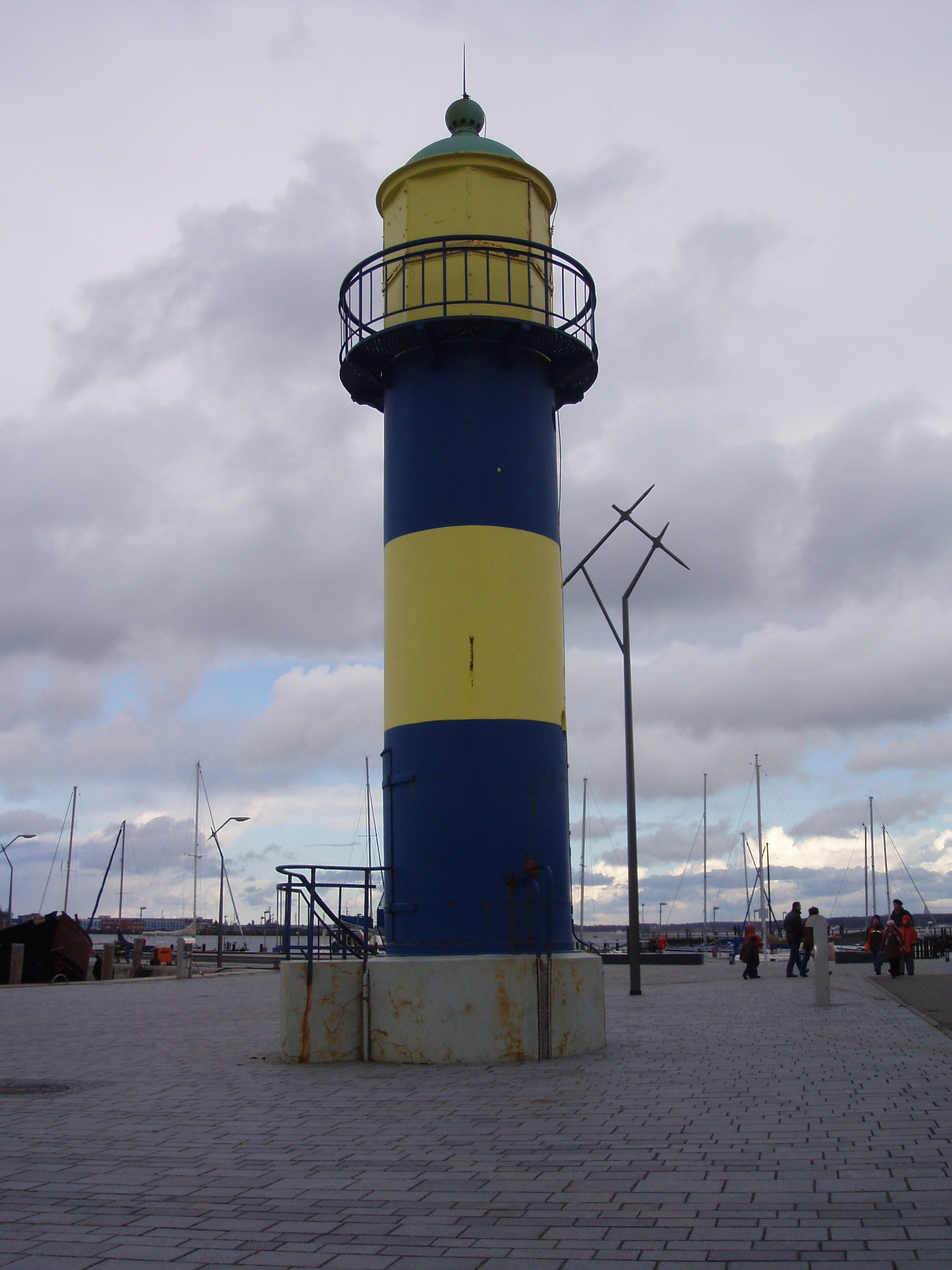
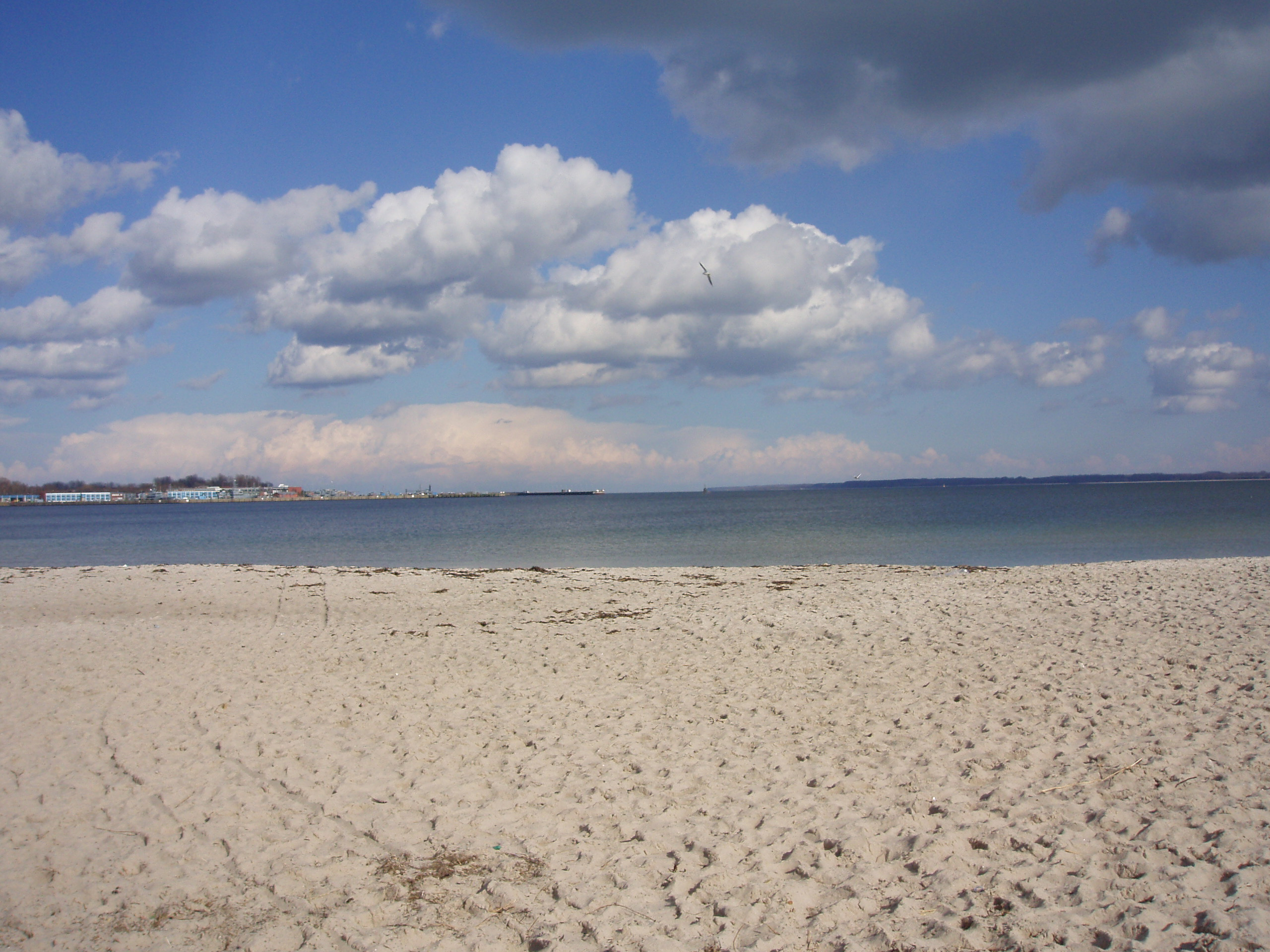
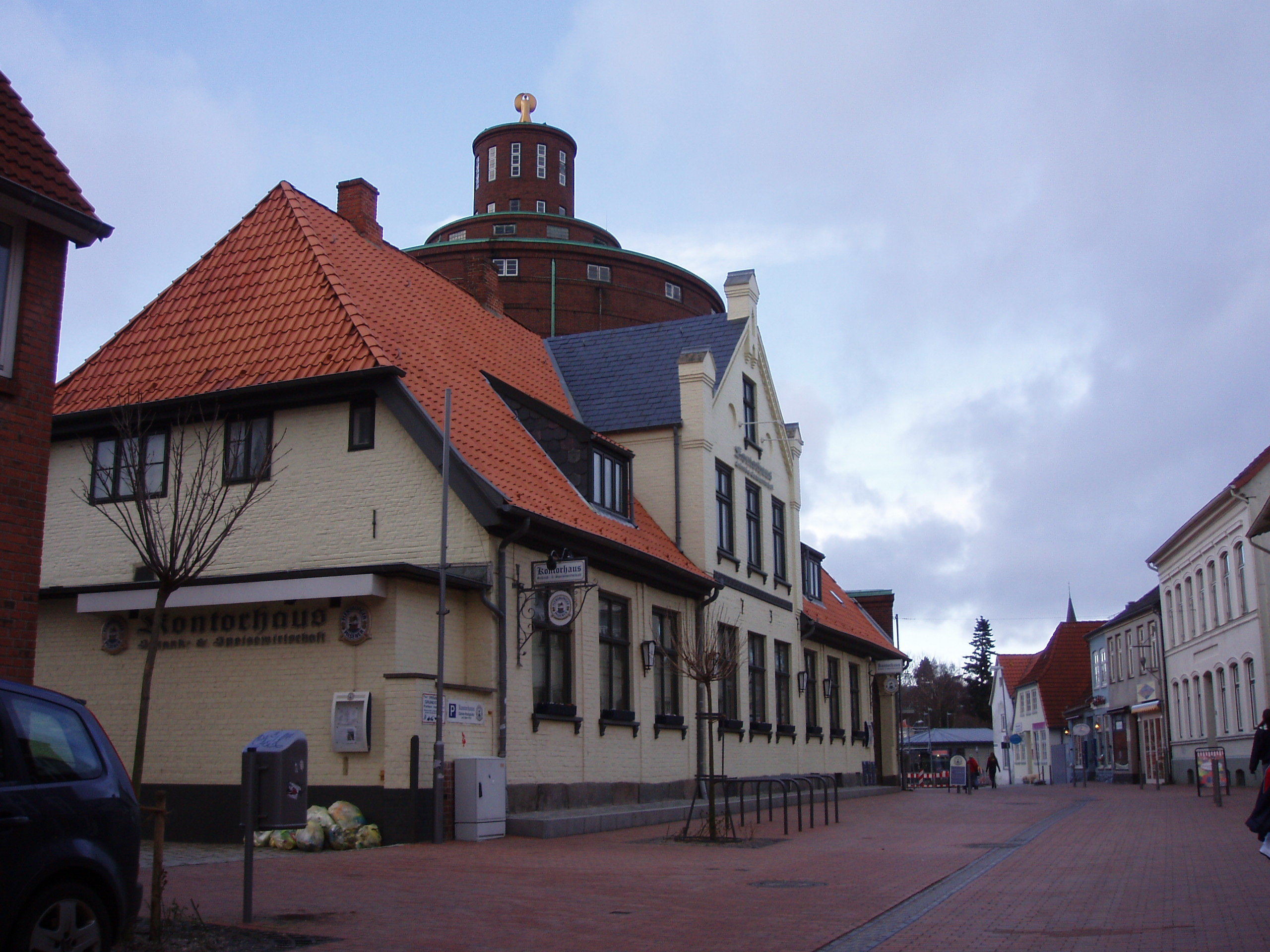
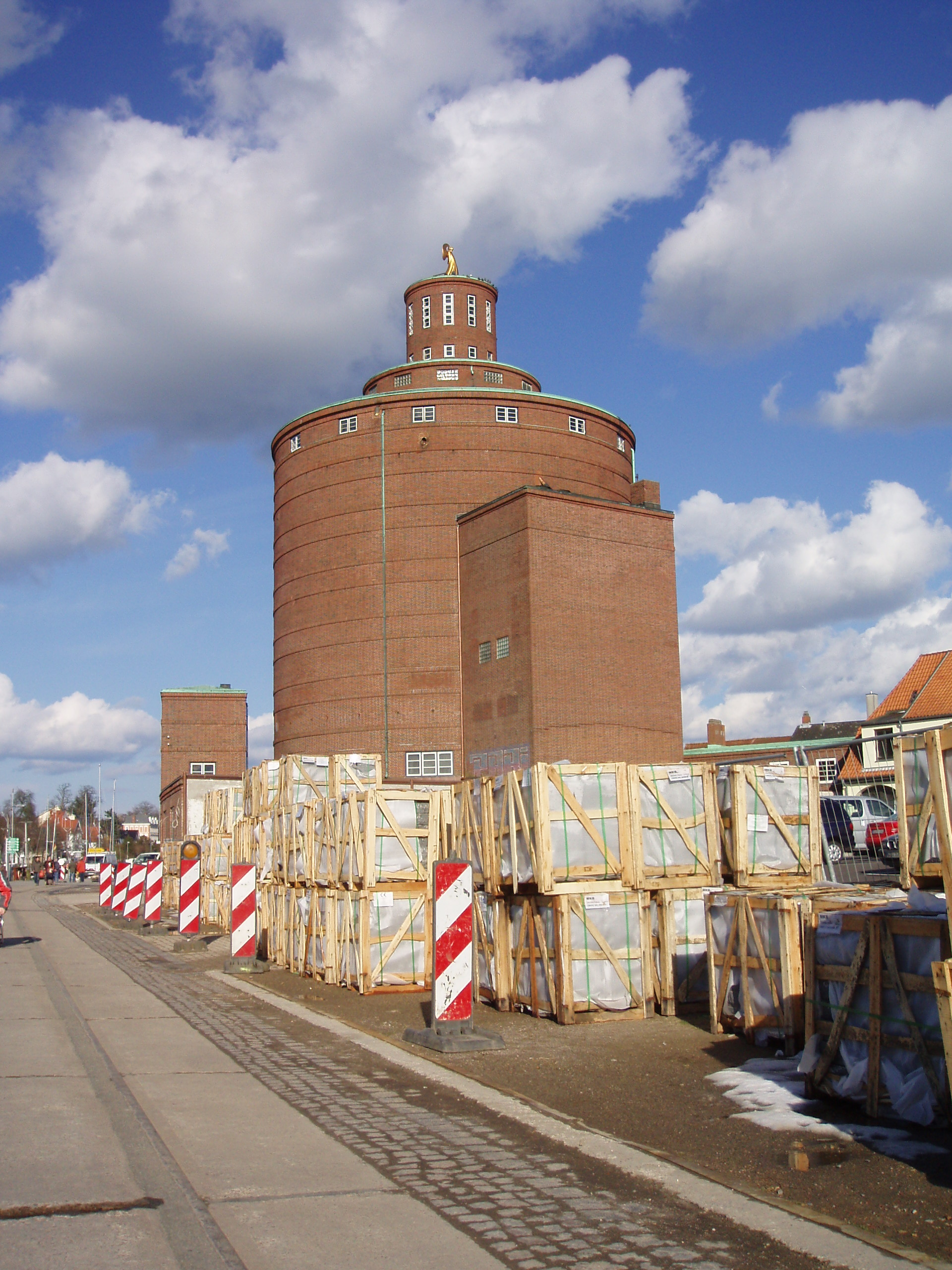